# 威廉·鄂康诺

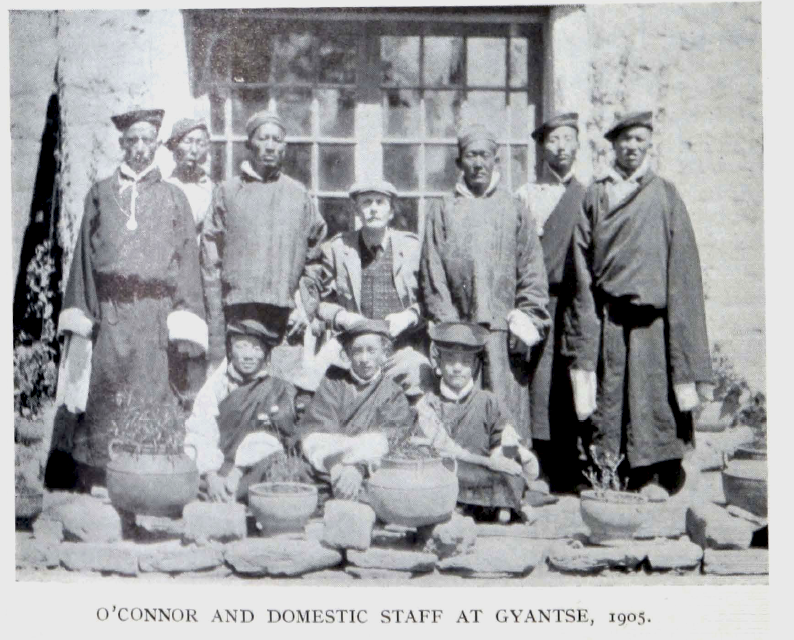
1905年任英國駐江孜商務委員時和僱員合照

威廉·弗雷德里克·特拉弗斯·鄂康诺（英語：William Frederick Travers O'Connor，1870年7月30日—1943年12月14日），是英国的陆军中校、外交官，曾参与英国侵藏战争。
英國國家肖像館中有一幅他的肖像。